# 金峰神社 (南さつま市)
金峰神社（きんぽうじんじゃ）は鹿児島県南さつま市の金峰山頂上にある神社。旧名「蔵王権現社」。旧社格は県社。
修験道の修行地であった。現在もトレッキングなどで利用する人が多い。

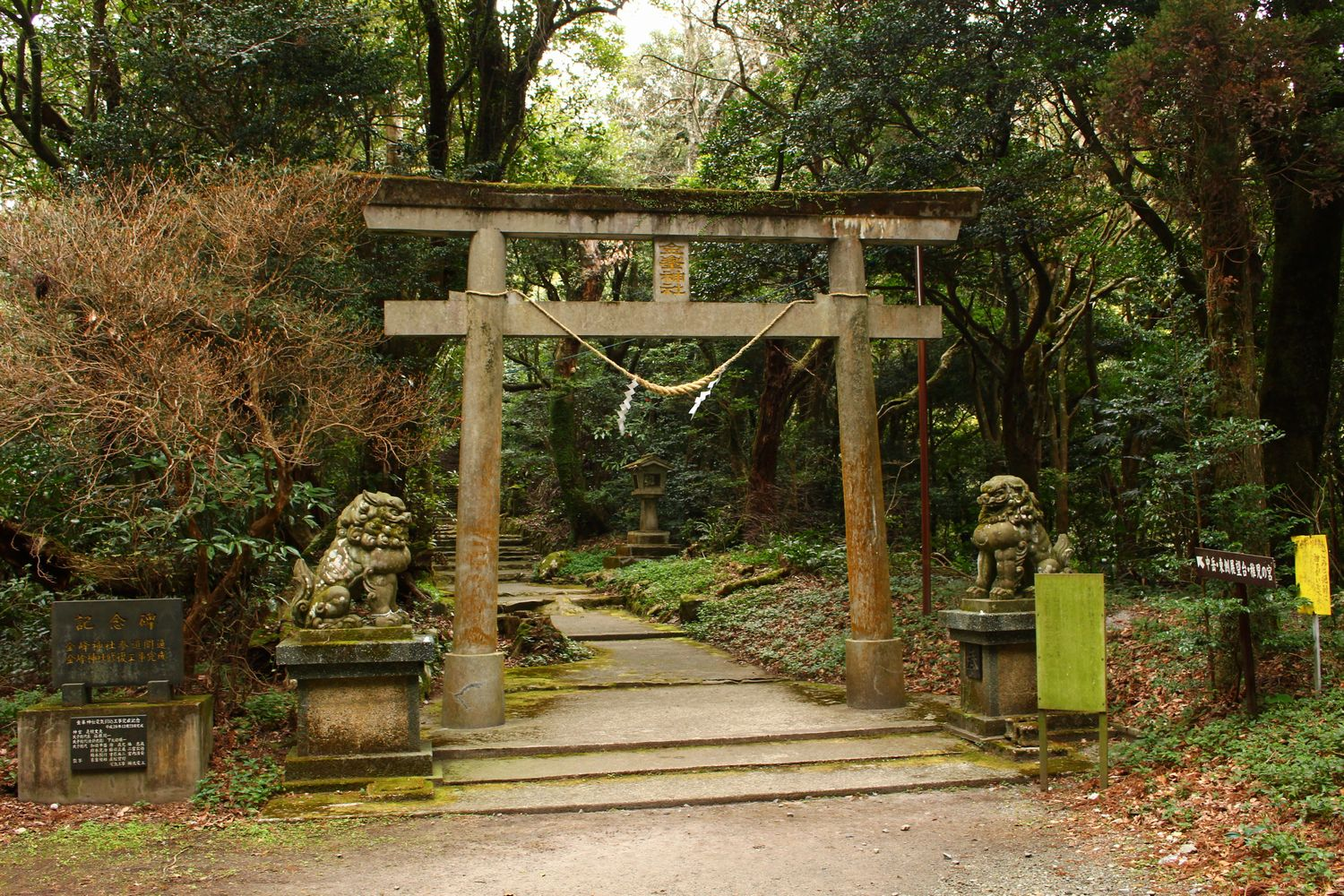
金峰神社鳥居

## 祭神
勾大兄広国押武金日天皇（まかりおおえひろくにおしたけかなひすめらみこと）を祀るが、かつては蔵王権現を祀っていた。

## 祭祀
- 例大祭　毎年10月19日